# Беррійське герцогство
Беррійське герцогство (фр. Duché de Berry) — апанажне герцогство Французького королівства, утворене в 1360 році на землях королівського домена. Столиця Беррійського герцогства і бейлівіка перебувала в місті Бурж з сусідніми замками Люрі-сбр-Арнон, Меен-сюр-Євр і В'єрзон. Після заснування Беррійське герцогство декілька разів надавалась принцам королівської родини як апанаж. Ліквідоване в 1790 році під час Французької революці, після чого його території увійшли до департаментів Шер і Ендр.

## Історія
Беррійське герцогство було створене під час Столітньої віни (в жовтні 1360 року) як апанажне володіння для Іоанна Чудового, третього сина короля Іоанна II Доброго. В його територію увійшли землі королівського домену в складі Бурзького віконтства, придбаного короною ще в 1101 році, та сусідніх Іссуденської і Деольської сеньйорій. Після смерті Іоанна Чудового в 1416 році, герцогство повернулося до королівського домену.
Вже в 1417 році Беррійське герцогство було надане в апанаж дофіну Карлу, сину короля Карла VI Божевільного та Ізабелли Баварської, що в майбутньому став став . В 1418 році короля Карла VI  захопила в полон партія бургіньйонів. 15-річний дофін втік від переслідувань бургіньйонів з Парижа в Бурж, де під охороною своїх вірних прибічників-арманьяків заснував свою резиденцію, через що отримав від своїх бургундських та англійських ворогів принизливе прізвисько «Король Бурзький». Завдяки Жанні д'Арк дофін врешті переміг англо-бургунський альянс і короновувся в Реймсі королем Карлом VII. Він знову повернув свою столицю з Буржа в Париж, але й після цього любив усамітнюватися в королівському замку Мен-сюр-Євр біля Буржа, де й помер у 1461 році.
У 1517 році Беррійське герцогство отримала Маргарита Наваррська, яка разом з титулом герцогині Беррійської отримала сан «пер Франції», який до цього надавався лише чоловікам.
В подальшому Беррійське герцогство надавалось в апанаж іншим принцам крові, зокрема Карлу, сину Людовика XIV, Людовику (майбутньому королю Людовику XVI), перш ніж він офіційно став дофіном Франції, і Карлу-Фердинанду д'Артуа, молодшому синові майбутнього короля Карла X.
Як і рашта графств та герцогств Старого режиму, під час Французької революції в 1790 році Беррійське герцогство було ліквідоване і його територію розділили між департаментами Шер і Ендр. Останній герцог Беррійський Карл-Фердинанд д'Артуа носив цей титул до своєї смерті 14 лютого 1820 року.